# 易県
易県（えき-けん）は中華人民共和国河北省保定市に位置する県。

## 歴史
596年（開皇16年）、隋朝により設置された。明朝が成立すると洪武初年に廃止となり、管轄区域は易州に編入された。1913年（民国2年）の州制廃止に伴い易県と改称され現在に至る。

## 行政区画
- 鎮:易州鎮、梁格荘鎮、西陵鎮、裴山鎮、塘湖鎮、狼牙山鎮、良崗鎮、紫荊関鎮、高村鎮
- 郷:橋頭郷、白馬郷、流井郷、高陌郷、大竜華郷、安格荘郷、凌雲冊郷、西山北郷、尉都郷、独楽郷、七峪郷、富崗郷、坡倉郷、牛崗郷、橋家河郷、甘河浄郷、蔡家峪郷、南城司郷